# Leon Henkin
Leon Albert Henkin (Brooklyn, Nueva York, 19 de abril de 1921-Oakland, California, 1 de noviembre de 2006) fue uno de los lógicos y matemáticos más importantes del siglo XX. Sus trabajos tuvieron un fuerte papel en el desarrollo de la lógica, particularmente en la teoría de tipos. Fue un académico activo en la Universidad de Berkeley, donde hizo grandes aportaciones como investigador y docente, además de contribuir con el desempeño de cargos administrativos. En esta universidad dirigió, junto con Alfred Tarski, el Grupo de Lógica y Metodología de la Ciencia, de donde surgieron muchos lógicos y filósofos de importancia. Tenía un fuerte sentido de compromiso social y defendía con pasión sus ideas pacifistas y progresistas. Participó en muchos proyectos sociales destinados a la enseñanza de las matemáticas, así como en proyectos destinados a apoyar a grupos de mujeres y minorías para impulsarlos hacia carreras de matemáticas y áreas afines. Aficionado al baile y a la literatura, apreciaba la vida en todas sus facetas: el arte, la cultura, la ciencia y, sobre todo, en la calidez de las relaciones humanas. Es recordado por sus alumnos por su gran amabilidad, así como por su excelencia académica y docente.
Henkin es conocido principalmente por sus pruebas de completitud de diversos sistemas formales, como la teoría de tipos y la lógica de primer orden (la completitud de ésta, en su versión débil, había sido probada por Kurt Gödel en 1929). La demostración de completitud de la teoría de tipos la realiza tras introducir una nueva semántica, basada en los modelos generales (también denominados Modelos de Henkin). El cambio de semántica que propone permite dar un cálculo completo a la teoría de tipos y a la lógica de segundo orden, entre otras lógicas. Sus métodos han resultado fructíferos para la prueba de diversos resultados, tanto en lógica clásica como en lógicas no-clásicas. Además de la lógica, la otra rama en la que se centraron sus investigaciones fue el álgebra; se especializó en álgebras cilíndricas, en las que trabajó junto con A. Tarski y D. Monk. En cuanto la filosofía de las matemáticas, aunque los trabajos en que la aborda explícitamente son escasos, puede considerarse que tiene una postura nominalista.

## Vida

### Infancia y Adolescencia
Leon Albert Henkin nació el 19 de abril de 1921, en Brooklyn, Nueva York, en una familia judía que había emigrado de Rusia apenas una generación atrás; el primero de la familia en emigrar fue Abraham Henkin, el mayor de los hermanos del padre de Leon. Según cuenta Leon, su padre  estaba sumamente orgulloso de él desde que era apenas un niño. Sus altas expectativas se dejaron ver en el nombre que le dio: eligió llamar a su hijo Albert a raíz de una serie de artículos sobre la teoría de la relatividad de Einstein que el New York Times publicó poco antes de su nacimiento. Su familia simpatizaba con ideas pacifistas y progresistas, y aunque no era religiosa, mantenía con arraigo las tradiciones judías. Leon creció rodeado de lazos familiares estrechos; fue muy cercano a sus primos, con quienes convivió durante su infancia en Brooklyn.
Henkin estudió principalmente en escuelas públicas de Nueva York; asistió a la Lincoln High School, donde se graduó a los 16 años para ingresar a la Universidad de Columbia. Tanto en la universidad como en el bachillerato formó parte de los equipos de ajedrez, prefiriendo los juegos que involucraban el pensamiento racional a los juegos de azar. En los años de su educación preparatoria, Henkin consideró convertirse en maestro de matemáticas y también llegó a desear convertirse en escritor (como expresó posteriormente en una carta personal). Aunque se dedicó a la vida académica universitaria, nunca abandonó el interés por la enseñanza de las matemáticas elementales, a la que posteriormente contribuyó activamente.

### Los primeros estudios universitarios
En 1937 Leon ingresó a la Universidad de Columbia como estudiante de matemáticas. Fue durante sus estudios en esta institución que desarrolló el interés por la lógica, mismo que determinaría el rumbo de su carrera académica. Su primer encuentro con la lógica fue a través del libro de B. Russell titulado “Misticismo y Matemáticas”, que llamó su interés en una visita a la biblioteca. Este interés se vio incrementado y cultivado por algunos cursos. Aunque el departamento de Matemáticas de la Universidad no ofrecía cursos de lógica (éstos eran ofrecidos por el departamento de filosofía), Leon era de los pocos estudiantes de matemáticas interesados en dicha disciplina y decidió asistir a ellos. En  el otoño de 1938, en su segundo año como estudiante en la Universidad de Columbia, participó en un primer curso de lógica impartido por Ernest Nagel, quien había contribuido a la fundación de la Asociación de Lógica Simbólica dos años antes. Este curso lo acercó al libro “Principles of Mathematics” de Russell, donde se encontró por vez primera con el axioma de elección; la exposición de Russell causó una fuerte impresión en él y lo llevó a explorar los Principia Mathematica que Russell escribió con Whitehead unos años después. Quedó asombrado por las ideas generales de la teoría de tipos y por el misterioso axioma de reducibilidad. Tanto el axioma de elección como la teoría de tipos tuvieron después un papel importante en su disertación doctoral.
El siguiente año, en el semestre de otoño de 1939, Henkin tomó un segundo curso de lógica con Nagel, en el que se abordaron sistemas formales de lógica proposicional y lógica de primer orden, mismos que supusieron su primera experiencia con el tratamiento matemático de los sistemas deductivos. El curso no se adentraba en resultados metalógicos que establecieran una relación entre las nociones semánticas y las estructuras sintácticas, y el tema de la completitud no se abordó en lo absoluto. Sin embargo, Nagel le propuso a Henkin como proyecto independiente la lectura de la prueba de la completitud de la lógica proposicional dada por Quine, misma que había aparecido unos meses antes en el Journal of Symbolic Logic. Esta lectura fue altamente significativa para Henkin, no tanto por el contenido en sí, sino porque con ella descubrió que podía entender las investigaciones de lógica y matemáticas que se estaban produciendo en el momento. Según cuenta Henkin, aunque consiguió seguir la demostración de Quine, no logró capturar la idea de la demostración: “Simplemente noté que el propósito del artículo era mostrar que toda tautología tenía una demostración en el sistema de axiomas presentado, y puse todo mi empeño en revisar el razonamiento de Quine de que era así, sin siquiera reflexionar sobre la razón por la que el autor y el lector estaban haciendo este esfuerzo. Este limitado objetivo impidió que me preguntara cómo llegó el autor a esa demostración; el resultado fue que no conseguí capturar «la idea de la demostración», el ingrediente esencial para el descubrimiento”.
Justo antes de que Henkin comenzara su segundo año en Columbia estalló la Segunda Guerra Mundial, lo que tuvo varias repercusiones en su vida. Una de ellas tuvo un efecto positivo en su formación. Días antes de que estallara la guerra, el matemático y lógico polaco Alfred Tarski había acudido a Harvard, bajo la invitación de Quine, a dar una serie de conferencias sobre lógica. Con la invasión de Polonia por Alemania, Tarski encontró imposible volver a Polonia y tuvo que permanecer en Estados Unidos. Visitó varias ciudades de Estados Unidos, dando conferencias sobre lógica. Una de estas conferencias fue en Columbia, y Henkin, al igual que los otros estudiantes de lógica, asistió a ella con gran entusiasmo. En ella Tarski habló del trabajo de Gödel sobre proposiciones indecidibles en la teoría de tipos y sobre la existencia de procedimientos de decisión para sistemas formales, tema que Henkin encontró sumamente estimulante.
En su último año en Columbia, en 1941, el profesor F. J. Murray, sabiendo que Henkin era un estudiante de matemáticas interesado en la lógica, le propuso que revisaran juntos la monografía de Gödel recién publicada en Princeton sobre la consistencia del axioma de elección con la hipótesis generalizada del continuo. Aunque las reuniones que tuvieron para discutirla fueron muy escasas y Leon terminó haciendo la revisión de esta monografía prácticamente solo, la experiencia fue considerada por él mismo como la más enriquecedora en su formación en Columbia. Según relata Henkin, en ella se gestaron algunas de las ideas que fueron el punto de arranque de su trabajo doctoral.
En 1940 Henkin decidió solicitar su admisión a un programa de doctorado, sin tener del todo definido qué camino seguir en sus investigaciones. Fue aceptado en tres universidades, de las cuales eligió Princeton, puesto que ahí estaba el renombrado lógico Alonzo Church, aunque en el momento Henkin desconocía sus trabajos.

### Estudios de Posgrado
Henkin comenzó sus estudios de posgrado en Princeton en el año 1941, estudiando bajo la dirección de Church. El programa que cursaba consistía en dos años durante los cuales tomaba cursos de matemáticas, después de los cuales realizaba un examen oral de cualificación para determinar que tenía una buena formación en al menos tres ramas de las matemáticas, tras lo cual le era otorgado el título de Maestro. Después debería escribir a lo largo de otros dos años una disertación doctoral que tuviera una investigación original, tras lo cual se le otorgaría el título de Doctor.
Los primeros dos años tomó cursos de lógica, impartidos por Church, de análisis y topología general. En el primer curso de lógica con Church estudiaron varios sistemas formales de lógica proposicional y lógica de primer orden, dieron algunas pruebas de completitud y discutieron parte de los teoremas de Löwenheim-Skolem, así como una presentación de la prueba de Gödel sobre la completitud de la lógica de primer orden. En el segundo abordaron con gran detalle un sistema de segundo orden para la Aritmética de Peano, así como la incompletitud de esta teoría axiomática y la consecuente incompletitud de la lógica de segundo orden.
En 1942 Estados Unidos entró en la guerra mundial, alterando los planes de Henkin. Tuvo que precipitar su examen de cualificación, con el cual obtuvo el título de Maestro y dejó Princeton para participar en el Proyecto Manhattan. Esta interrupción duraría cuatro años, durante los cuales aportó sus conocimientos matemáticos en el trabajo de problemas de radares y en el diseño de una planta para separar isótopos de uranio. La mayoría de su trabajo requería de análisis numérico para resolver ecuaciones diferenciales parciales. Durante este periodo todos sus trabajos y lecturas sobre lógica quedaron suspendidos.
Tras el fin de la guerra, Henkin regresó a Princeton en 1946, donde todavía requería escribir una disertación para terminar sus estudios de doctorado. A su regreso se incorporó al curso de lógica que había comenzado Church un mes atrás sobre la teoría de Frege de “sentido y referencia”. En este curso descubrió la teoría de tipos de Church, que encontró sumamente interesante. Las preguntas que sobre ella se hizo en algún momento lo llevaron a dar su prueba de la completitud de la teoría de tipos, que pudo también adaptar para dar una nueva prueba de la completitud de la lógica de primer orden. Estos resultados y otros que fueron producto de las mismas ideas conformaron la tesis doctoral de Henkin, titulada “The completeness of formal systems”, con la que se graduó en junio de 1947. La disertación en sí no fue publicada, aunque partes de ella fueron reescritas y publicadas en los artículos, y. Además, Henkin escribió el artículo “The discovery of my completeness proofs”, en el que aparece una revisión detallada de los contenidos de su disertación. Los procedimientos utilizados en ella han pasado con el tiempo a ser métodos frecuentes de demostración en varias ramas de la lógica.

### Tras la graduación
Habiendo concluido sus estudios doctorales, Henkin permaneció dos años más en Princeton haciendo sus estudios posdoctorales. En esta temporada, en 1948, realizó un viaje a Montreal en el que conoció a la hermana de su amigo Harold Kuhn, Ginette Kuhn, quien se convertiría en su esposa en 1950. Al terminar el segundo año de estudios posdoctorales en Princeton, en 1949, Leon regresó a California, donde ingresó al departamento de matemáticas de la Universidad del Sur de California. Ahí tuvo hasta 1953 la posición de profesor asistente.
En 1952 Tarski había conseguido que se le ofreciera a Henkin una plaza definitiva en la Universidad de Berkeley. Sin embargo, Henkin no quiso aceptarla, dado que simpatizaba con las protestas que suscitó el controversial juramento de lealtad que se les comenzó exigir a los profesores universitarios desde 1950. Cuando el requisito de juramento fue eliminado, Henkin aceptó la oferta de Tarski, estableciéndose en Berkeley a partir de 1953.  

### Su vida en Berkeley
A partir de 1953, la mayor parte de la actividad académica de Henkin giró alrededor de Berkeley, donde colaboró con un sólido grupo de lógica. Ahí permaneció casi toda su vida académica, salvo por cortos periodos de tiempo en que hizo estancias de investigación, o las estancias de un año que realizó en Ámsterdam y en Israel con las dos becas Fulbright que le fueron otorgadas (en 1954 y 1979 respectivamente).
Henkin sintió siempre gratitud hacia Tarski, ya que fue gracias a él que pudo establecerse en Berkeley. Tras la muerte de este último, en 1983, escribió en una carta personal: “I write to tell you that Alfred Tarski, who came to Berkeley in 1942 and founded our great center for the study of logic and foundations, died Wednesday night, at age 82 [...]. It was he who brought me to Berkeley in 1953, so I owe much to him personally as well as scientifically.”
Tarski no sólo le ofreció a Henkin una oportunidad de trabajo, sino que además le brindó un ambiente de colaboración interdisciplinaria muy fértil para el desarrollo de la lógica. Tarski había fundado en Berkeley el Centro para el estudio de la Lógica y Fundamentos, pero con la ayuda de Henkin pudo juntar un grupo de lógicos, matemáticos y filósofos que integraron el Grupo de Lógica y Metodología de la Ciencia, mismo que sigue activo en la actualidad. Como parte de este proyecto crearon un programa interdisciplinario de posgrado que culminaba con un Doctorado en Lógica y Metodología de la Ciencia. Tarski y Henkin dieron impulso al proyecto organizando importantes congresos y conferencias sobre lógica, siguiendo la concepción de Tarski de “la lógica como base común para el conocimiento humano”. La intensa actividad que hubo en Berkeley en los años 50 y 60 sobre metalógica se debió en buena parte a la actividad de Tarski y Henkin, tanto en la docencia como en la investigación. Muchos resultados de la que ahora conocemos como parte de la teoría de modelos fueron resultado de la actividad académica en Berkeley en aquellos años.
Entre las estancias de investigación que Henkin realizó a lo largo de los años están sus visitas a universidades en Hanover, Princeton, Colorado, así como a varias universidades europeas, como Oxford (en Reino Unido), y otras en Yugoslavia, España, Portugal y Francia. En 1979, con su segunda beca Fulbright, Henkin realizó una estancia de un año en Israel, en Haifa, en el Departamento de Educación en Ciencia de la Technion University. En esta ocasión visitó también dos universidades en Egipto. En 1982 hizo su primera visita a España. Se presentó en varias universidades, incluidas las de Barcelona, Madrid y Sevilla.
Henkin tuvo un desempeño importante en investigación, pero sus actividades en la universidad fueron mucho más allá; además del cuidado que puso en su actividad docente y en el Grupo de Lógica y Metodología de la Ciencia, ocupó algunos cargos administrativos; fue director del departamento de Matemáticas entre 1966 y 1968, y posteriormente de 1983 a 1985. Una de las actividades a las que más energía dedicó fue a la enseñanza de las matemáticas, sobre la que también hizo investigación.
En algunas ocasiones Henkin acudió a las escuelas de sus hijos para hablar a los niños de primaria sobre matemáticas, contándoles de “los números negativos”, o “cómo restar sumando”. Alrededor de esa época (cerca de 1960), Henkin comenzó a alternar sus trabajos de investigación en matemáticas con trabajos de investigación en la enseñanza de las matemáticas, los que se hicieron cada vez más frecuentes.
En 1991 fue nombrado profesor emérito de la universidad de Berkeley y se jubiló.

### Jubilación y muerte
Después de su jubilación, Henkin continuó trabajando en proyectos de enseñanza de las matemáticas. A partir de 1991 colaboró en un programa de cursos de verano en el Mills College, dirigidos a mujeres talentosas provenientes de toda la nación, que buscaba prepararlas para estudios universitarios en matemáticas. Finalmente Ginette y Henkin se mudaron a Oakland, donde Henkin murió unos años después, en noviembre del 2006.
Siempre amable con sus alumnos y colegas, a los que frecuentemente invitaba a su casa a disfrutar de veladas junto con Ginette, es recordado como un investigador brillante, un profesor comprometido con su disciplina y una persona solidaria con su comunidad.
Una de las frases que mejor captura el sentir expresado en diversos testimonios de sus alumnos es aquella dada por Douglas Hofstadter: “Me siento muy afortunado de haber sido su estudiante de posgrado, puesto que aprendí de él mucho más que lógica. Es su humanidad la que conquistó mi corazón. Siempre deseo ser no menos amable con mis estudiantes de posgrado y no menos entusiasta al seguir su desarrollo profesional tras su graduación de lo que él fue conmigo”.

## Legado

### Álgebra
Los trabajos de Henkin sobre álgebra se centraron en álgebras cilíndricas, tema que investigó conjuntamente con Alfred Tarski y Donald Monk. El álgebra cilíndrica proporciona una estructura que se comporta respecto a la lógica de primer orden de forma semejante a como lo hace el álgebra de Boole respecto a la lógica proposicional. Uno de los propósitos de Henkin y Tarski al impulsar la lógica algebraica era atraer el interés de los matemáticos hacia la lógica, convencidos de que la lógica podía brindar a las matemáticas principios unificadores.
Según describe Monk, las investigaciones de Henkin sobre álgebra cilíndrica pueden dividirse en las siguientes partes: teoría algebraica, teoría algebraica de conjuntos, teoremas de representación, construcciones de álgebras no representables y aplicaciones a la lógica.

### Teoremas de completitud
En 1949 se publicó “The completeness of the first order functional calculus” y en 1950 “Completeness in the theory of types”. Ambos exponían parte de los resultados expuestos en la disertación “The completeness of formal systems” con la que Henkin se doctoró en Princeton en 1947. Uno de los resultados más conocidos de Henkin es el de la completitud de la lógica de primer orden, publicado en el mencionado artículo de 1949, que es el que aparece como el primer teorema de su disertación de 1947 y enuncia lo siguiente:
Cualquier conjunto {\displaystyle S} de sentencias de {\displaystyle L} formalmente consistente en el sistema deductivo de {\displaystyle L} es satisfacible por una estructura {\displaystyle M} numerable.
Este teorema es llamado teorema de completitud, puesto que de él se sigue fácilmente lo siguiente:
Si {\displaystyle S} es un conjunto de sentencias de {\displaystyle L} y {\displaystyle \varphi } es consecuencia semántica de  {\displaystyle (S\models \varphi )}, entonces {\displaystyle \varphi } es deducible de {\displaystyle S} {\displaystyle (S\vdash \varphi )}.
Esta es la versión fuerte del teorema de completitud, de la que se obtiene como corolario la versión débil, que enuncia el resultado para el caso particular en que {\displaystyle S} es el conjunto vacío, que dice que el cálculo deductivo de la lógica de primer orden es capaz de derivar todas las fórmulas válidas. La versión débil, conocida como el teorema de completitud de Gödel, había sido probada por este en 1929, en su tesis doctoral. La prueba de Henkin es más general, más accesible que la de Gödel y más fácilmente generalizable a lenguajes de cualquier cardinalidad, además de que enfoca la completitud desde una perspectiva nueva y más fructífera. Su mayor cualidad es que puede ser fácilmente adaptada para probar la completitud de otros sistemas deductivos.

Otros resultados claves de la teoría de modelos se obtienen como corolarios de la completitud fuerte de la lógica de primer orden probada por Henkin. De él se sigue, por ejemplo, el siguiente resultado para un lenguaje {\displaystyle L} de primer orden:
Todo conjunto de fórmulas bien formadas de {\displaystyle L} satisfacible en una estructura de {\displaystyle L} es satisfacible en una estructura infinita numerable.
Esto se conoce como el teorema de Löwenheim-Skolem “downwards”. Otro de los resultados que se obtienen del teorema de completitud es: 
Un conjunto {\displaystyle S} de fórmulas bien formadas de {\displaystyle L} tiene modelo si y sólo si cada subconjunto finito suyo lo tiene.
Este se conoce como el teorema de compacidad de la lógica de primer orden, que también puede frasearse como: “Todo conjunto de fórmulas de {\displaystyle L} que es finitamente satisfacible es satisfacible”. Es decir, que si para cada uno de los subconjuntos finitos de {\displaystyle \Delta } hay una estructura en la que todas sus fórmulas son verdaderas, entonces también hay una estructura en la que todas las fórmulas de {\displaystyle \Delta } son verdaderas. Se le conoce como “teorema de compacidad” porque corresponde a que cierto espacio topológico, definido a partir de nociones semánticas, sea compacto.
De los otros teoremas de completitud dados por Henkin, el más relevante es tal vez el de la completitud de la teoría de tipos de Church, que es el primero de los teoremas de completitud que demostró. Posteriormente, adaptó el método inventado en esa demostración para probar la completitud de otros sistemas deductivos. Dicho método se ha continuado utilizando para dar pruebas de completitud, tanto en lógicas clásicas como en lógicas no-clásicas y se ha convertido en la prueba usual de la completitud de la lógica de primer orden en los libros de texto de lógica. Cuando Henkin publicó este resultado en 1949, la completitud ni siquiera formaba parte de los temas canónicos cubiertos por los libros de texto; unos veinte años después, el teorema, junto con  su prueba y corolarios, formaba parte de prácticamente cada libro de texto de lógica. En cuanto a las lógicas no clásicas, el método de Henkin puede utilizarse, entre otras cosas, para extender la completitud de la lógica difusa de primer orden a orden superior, dando una teoría de tipos difusa que resulta completa; también ofrece una manera de obtener resultados que vinculan a la lógica clásica con la lógica intuicionista; y permite probar resultados de completitud en otras lógicas no clásicas, como es el caso de la teoría de tipos híbrida y la teoría de tipos ecuacional híbrida proposicional.

### El descubrimiento de los teoremas de completitud
Pese a ser uno de sus resultados más conocidos, Henkin llegó a la prueba de la completitud de la lógica de primer orden manera “accidental”, persiguiendo la prueba de un resultado completamente distinto. El orden de la publicación de sus artículos e incluso el orden de presentación de los teoremas en la disertación de 1947 no refleja la evolución que siguieron las ideas que llevaron a Henkin a dar con sus resultados de completitud. Sin embargo, Henkin facilita la difícil tarea de rastrear el desarrollo y conformación de sus ideas en su artículo “The discovery of my completeness proofs”, publicado en 1996. En él narra el proceso de la elaboración de su tesis doctoral; no sólo expone y explica el contenido de su trabajo, sino que cuenta las ideas que lo llevaron a él, comenzando desde la formación que tuvo en sus primeros cursos de lógica en la universidad hasta el final de la elaboración de su disertación.
Cuando al término de la guerra Henkin regresó a Princeton en 1946 para finalizar sus estudios de doctorado, aún debía elaborar una disertación que contuviera una investigación original. En cuanto llegó a Princeton, asistió al curso de lógica que desde hacía un mes impartía Church, que trataba de la teoría de Frege de “sentido y referencia”. Motivado por las ideas de Frege, Church quiso llevarlas a la práctica mediante una teoría axiomática formal. Para ello tomó la teoría simple de tipos que había publicado unos años antes, y la dotó de una jerarquía de tipos, inspirada en la idea del “sentido” planteado en las ideas de Frege. Fue en este curso que Henkin conoció la teoría de tipos de Church, la cual resultó de sumo interés para él. Inmediatamente realizó una conjetura sobre ella, cuya demostración esperaba que pudiera convertirse en su disertación doctoral.  
Uno de los atributos que llamaba la atención de Henkin sobre la teoría de tipos de Church era que el operador {\displaystyle \lambda } del lenguaje permitía nombrar a muchos objetos de la jerarquía de tipos. Según cuenta en The discovery of my completeness proofs, se propuso encontrar qué elementos eran los que tenían nombre en esta teoría. Comenzó por explorar los elementos que tenían nombre en los dos dominios de la base de una jerarquía de tipos. Tomó como universo de individuos a {\displaystyle \mathbb {N} }, y añadió una constante para el {\displaystyle 0} y una para el sucesor {\displaystyle s}, con lo que cada elemento del dominio recibía un nombre a partir del {\displaystyle 0} y repetidas ocurrencias de {\displaystyle s}. Subiendo entonces en la jerarquía de tipos, había que especificar qué funciones sobre estos individuos eran las nombrables. El conjunto de ellas era supernumerable, así que en él debía haber algunas sin nombre, puesto que sólo había un número numerable de expresiones. ¿Cómo decir cuáles elementos eran los nombrables? Para hacer corresponder a cada expresión el elemento que ésta denotaba, necesitaba una función de elección, en cuya búsqueda invirtió Henkin muchos esfuerzos. Finalmente, se percató de que usando el cálculo deductivo podía formar clases de equivalencias de expresiones cuya igualdad fuera derivable por el cálculo y formar con estas clases un modelo isomorfo a la nueva jerarquía de tipos formada por los elementos nombrables. Él había estado enfocado en las interpretaciones del lenguaje formal, cuando la clave para resolver el asunto estaba en el sistema deductivo para ese lenguaje. Restaba hacer que el universo de objetos nombrados por las proposiciones fueran dos: los valores de verdad. Esto se podía conseguir si ampliaba los axiomas para formar un conjunto maximalmente consistente. Logrado esto, se podía probar que todo conjunto consistente {\displaystyle T} tiene un modelo que satisface explícitamente las fórmulas de {\displaystyle T} –que tiene como elementos a clases de equivalencia de las mismas expresiones–. Esto es, habría logrado dar una prueba de la completitud del cálculo deductivo.
El mismo método utilizado para la demostración de la completitud de la teoría de tipos de Church pudo ser adaptado fácilmente para dar una prueba de completitud (fuerte) de la lógica de primer orden, y de otras que siguieron después. Las ideas que subyacen al descubrimiento de las pruebas de completitud de Henkin sobre los elementos “nombrables” en la jerarquía de tipos dieron lugar a la fructífera introducción de nuevas semánticas, llamadas semánticas generales, basadas en los modelos generales, o modelos de Henkin.

### El método de Henkin
La esencia del método de Henkin para las pruebas de completitud consiste en la construcción de un modelo: se parte de un conjunto de fórmulas {\displaystyle \Delta } del que se supone la consistencia y a partir de él se construye un modelo que satisfaga las fórmulas de {\displaystyle \Delta }. La idea de Henkin para construir un modelo adecuado consiste en obtener una descripción suficientemente detallada del mismo usando las sentencias del lenguaje formal y establecer qué objetos serán los elementos los elementos del modelo que buscamos. Si se supiera, para cada fórmula del lenguaje de {\displaystyle \Delta }, si ésta debe ser satisfecha o no por el modelo, tendríamos una descripción exhaustiva de él que nos permitiría construirlo. Justamente esto es lo que se busca: un conjunto de sentencias {\displaystyle \Gamma } que contenga a {\displaystyle \Delta } y al que pertenezca cada sentencia del lenguaje o su negación. En la lógica de primer orden se requiere una cosa más: que el conjunto {\displaystyle \Gamma } sea ejemplificado; que para todas las fórmulas existenciales exista una constante que actúe como testigo de ellas. Por otra parte, ya que la naturaleza de los objetos que conformen el universo del modelo es irrelevante, no planteamos ninguna objeción a tomar como individuos a los propios términos del lenguaje, o a clases de equivalencia de los mismos.
Lo primero que se hace es extender el lenguaje de {\displaystyle \Delta } con una colección infinita de nuevas constantes individuales y ordenar las infinitas fórmulas del lenguaje. Una vez hecho esto, se busca construir inductivamente una cadena infinita de conjuntos consistentes y ejemplificados: se parte de {\displaystyle \Delta } y se va añadiendo sistemáticamente a este conjunto todas las fórmulas que no hacen inconsistente al conjunto resultante, añadiendo asimismo ejemplificaciones de las fórmulas existenciales. Se construye así una cadena infinita de conjuntos consistentes y ejemplificados cuya unión es un conjunto máximamente consistente y ejemplificado; este será el conjunto {\displaystyle \Gamma } requerido.
Teniendo a este conjunto maximalmente consistente y ejemplificado puede construirse el modelo descrito por dicho conjunto. ¿Qué individuos constituyen el universo del modelo? En la lógica de primer orden sin igualdad los elementos del dominio serán los términos del lenguaje formal. Para construir las funciones y relaciones del modelo seguimos fielmente las indicaciones de {\displaystyle \Gamma }: si el lenguaje contiene un relator {\displaystyle R} de aridad {\displaystyle n}, su interpretación en el modelo será una relación formada por todas las {\displaystyle n}-tuplas de términos del universo del modelo tales que la fórmula que dice que están relacionados pertenece a {\displaystyle \Gamma }. Cuando el lenguaje incluye la igualdad, el dominio del modelo son clases de equivalencia de términos del lenguaje. La relación de equivalencia la establecen las fórmulas del conjunto maximalmente consistente: dos términos son iguales si en {\displaystyle \Gamma } está la fórmula que dice que lo son.
En resumen, la demostración en el caso de un lenguaje numerable tiene dos partes:
1. Extender el conjunto $\Delta$ a un conjunto maximalmente consistente y ejemplificado.
2. Construir el modelo descrito por las fórmulas de este conjunto usando los términos del lenguaje, o sus clases de equivalencia, como objetos del universo del modelo.

### Modelos generales
La teoría de tipos simple, con el cálculo lambda y con la semántica estándar es lo suficientemente rica como para expresar categóricamente a la aritmética, por lo que, aplicando el teorema de Gödel, resulta incompleta. Siguiendo la idea de identificar a los elementos nombrables de la jerarquía de tipos, Henkin propuso un cambio en la interpretación del lenguaje, aceptando como jerarquías de tipos algunas que antes no eran admitidas; si en lugar de pedir que estuvieran en cada nivel de la jerarquía todas las funciones correspondientes se pedía sólo que estuvieran aquellas definibles, se obtenía una nueva semántica y, con ella, una nueva lógica. La semántica resultante se conoce como semántica general y en ella las estructuras admisibles como modelos son los conocidos como modelos generales. Éstos pueden utilizarse no sólo en la teoría de tipos, sino también, por ejemplo, para obtener lógicas de orden superior completas (y compactas).
La obtención de lógicas de orden superior completas con el uso de semánticas generales cumple con el balance esperado entre el poder expresivo de una lógica y la potencia de su cálculo deductivo. En la lógica de segundo orden con la semántica estándar es sabido que las cuantificaciones sobre variables predicativas dan al lenguaje un poder expresivo inmenso, a cambio del cual se pierde potencia del cálculo deductivo, que no alcanza a producir el gran conjunto de las fórmulas válidas de esta lógica (con la semántica estándar). Cambiando el cálculo no se arregla nada, pues el teorema de incompletitud de Gödel asegura que con ningún cálculo podría conseguirse la completitud. Por el contrario, al cambiar la semántica, es decir, si se cambian los conjuntos que forman los universos en que se interpretan las variables y constantes predicativas, la lógica resulta ser completa, a costa de perder capacidad expresiva.
En la lógica de segundo orden el conjunto de fórmulas válidas es grande debido a que el concepto de estructura estándar es demasiado restrictivo y no hay suficientes de ellas para encontrar modelos que refuten las fórmulas. Al relajar las condiciones que pedimos a las estructuras sobre las que se interpreta el lenguaje, hay más modelos en los que las fórmulas deben ser verdaderas para ser válidas y por tanto se reduce el conjunto de fórmulas válidas; lo hace de tal forma que coincide con el producido por un cálculo deductivo, dando lugar a la completitud.

### Hacia la traducción de lógicas
Una de las áreas en la que las bases sentadas por los trabajos de Henkin han resultado provechosas es en la búsqueda de una lógica que funcione como marco común para traducción de lógicas. Se pretende utilizar dicho marco como una herramienta metalógica; su propósito no es elegir “una lógica”, lo que suprimiría la riqueza aportada por la diversidad de ellas, sino contrastarlas, comprenderlas y sacar el mejor provecho de las cualidades de cada una.
Un trabajo que lleva las ideas de Henkin en esta dirección es el de María Manzano, una de sus alumnas, cuya propuesta es utilizar la lógica multivariada como marco común para la traducción de lógicas. Los objetivos indicados en esta propuesta pueden sintetizarse en dos: 1) utilizar un único cálculo deductivo para todas ellas; y 2) utilizar las metapropiedades de la lógica multivariada para a partir de ellas demostrar más fácilmente metapropiedades de otras lógicas. Además, tener una lógica marco es útil para comparar distintas lógicas a través de la comparación de las teorías que las representan. Si bien Henkin no habla de traducción de fórmulas, ni explicita un lenguaje y cálculo multivariado, las ideas que maneja en dos de sus artículos sirven de base para el planteamiento de la traducción: “Completeness in the theory of types” y “Banishing the Rule of Substitution for Functional Variables”.

### Inducción matemática
El tema de inducción matemática fue frecuentemente abordado en las actividades de Henkin sobre la enseñanza de las matemáticas. Probablemente de su experiencia en este campo fue fruto su artículo “On mathematical induction”, Este era el artículo favorito de Henkin, del que llegó a escribir que lo consideraba su mejor artículo expositorio. En él definió los modelos de Peano como aquellos que cumplen los tres axiomas de Peano de segundo orden y a los modelos de inducción como aquellos que satisfacen el tercero de ellos: el axioma de inducción. Demostró que aunque todas las operaciones recursivas pueden introducirse en los modelos de Peano, no es así en los modelos de inducción. Concretamente, hay modelos de inducción en los que no puede definirse la operación de exponenciación. En dicho artículo, Henkin también presenta la estructura matemática que pueden tener los modelos de inducción, que es bastante sencilla: pueden ser el modelo estándar, es decir, isomorfos a los números naturales, o de dos maneras más; isomorfos a ciclos, que corresponden a los enteros {\displaystyle \mathbb {Z} } módulo {\displaystyle n}; o isomorfos a lo que Henkin denominó “cucharas”, que es una combinación de una lista finita seguida de un ciclo.

### Postura filosófica
De los artículos publicados por Henkin, el de carácter más filosófico es “Some Notes on Nominalism”, mismo que escribió como respuesta a dos artículos sobre el nominalismo uno de Quine y otro escrito conjuntamente por Quine y Goodman. Las discusiones relevantes para esta doctrina filosófica surgen de manera natural en las pruebas de completitud dadas por Henkin, de igual que en su propuesta de cambio de semántica a través de los modelos generales. Tanto por el contenido de sus trabajos como por sus propias afirmaciones es que se considera que su postura era nominalista.

### Docencia
La actividad de Henkin como profesor universitario fue muy activa. Dio clases en todos los niveles, poniendo en cada uno de ellos el mismo cuidado y entrega. Algunos de los cursos que impartía estaban directamente relacionados con su área de investigación, como “Lógica matemática”, “Metamatemáticas” o “Álgebras Cilíndricas”, pero otros se extendían a una gran diversidad de áreas, incluyendo, entre otras, “Fundamentos de la Geometría”, “Álgebra y Trigonometría” “Matemáticas Finitas”, “Cálculo con Geometría Analítica” o “Conceptos de matemáticas para maestros de primaria”. Sus alumnos coinciden en que sus explicaciones eran sumamente claras y atrapaban la atención del que escucha. En palabras de una de sus alumnas, “parte de su magia era su elegante expresión de las matemáticas, pero también ponía mucho esfuerzo en hacer a su audiencia conjeturar y prever el siguiente paso, o ser sorprendido por él. Ciertamente capturaba el interés de sus audiencias.”
Uno de los aspectos de las sesiones a los que ponía sumo cuidado era encontrar un ritmo adecuado, enfrentado al constante dilema de cómo encontrar la velocidad óptima para el aprendizaje. Consideraba importante que los alumnos pudieran seguir el ritmo de la clase, aún si esto implicaba que algunos lo encontraran lento –éstos podían avanzar a su propio ritmo con las lecturas–. Sin embargo, consideraba también que lo que se aprendía con mucha facilidad, se olvidaba también con mucha facilidad. Por ello buscaba el equilibrio entre hacer sus clases accesibles y que supusieran un reto para los alumnos, de modo que hicieran el esfuerzo necesario para que el aprendizaje fuera más profundo. Sobre su propia experiencia como alumno comentó lo siguiente en una entrevista: “Esa forma fácil en que las ideas venían hacía que fuera demasiado fácil olvidarlas. Probablemente aprendí más material densamente condensado en el que llamábamos el «seminario para bebés en topología conjuntista», conducido por Arthure Stone. Aprendí más porque nos forzaba a hacer todo el trabajo”.
Además de sus cursos y de la supervisión de alumnos de posgrado, el papel de Henkin en la formación de académicos fue significativo. Tarski lo había invitado a Berkeley con un propósito claro. Como matemático, Henkin era una pieza clave en el proyecto que perseguía Tarski de hacer en Berkeley un centro de desarrollo de la lógica, reuniendo matemáticos, lógicos y filósofos. Henkin lo ayudó a llevar a cabo el proyecto, ayudándolo a formar el grupo interdisciplinario Group in Logic and Methodology of Science, cuyo fructífero desempeño se debió en buena parte al empuje de Henkin. Parte de este proyecto fue la creación de un programa universitario interdisciplinario que culminaba en un doctorado en “Lógica, Metodología y Filosofía de la Ciencia”, así como importantes encuentros y conferencias que propulsaron una colaboración interdisciplinaria unida por la lógica. Como consecuencia, en las décadas de 1950 y 1960 hubo en Berkeley un efervescente desarrollo de la lógica, de la cual fueron producto muchos avances en la teoría de modelos.
Aunque la primera relación de Henkin con la docencia fue el ejercicio de profesor, después comenzó a hacer investigación también en la enseñanza de las matemáticas. Algunos de sus escritos en este campo son: “Retracing Elementary Mathematics”, “New directions in secondary school mathematics” o The roles of action and of thought in mathematics education.  A partir de 1979 puso especial dedicación en ello y las últimas tesis de doctorado que dirigió están relacionadas con la enseñanza de las matemáticas o la integración de grupos minoritarios en la investigación.
A Henkin le gustaba escribir artículos de divulgación, por algunos de los cuales recibió premios como el Chauvenet Prize (1964), por su artículo “Are Logic and Mathematics Identical? ”, o el Lester R. Ford Award, por su artículo “Mathematical Foundations of Mathematics” .

## Proyectos sociales
A lo largo de su vida, Leon Henkin mostró un profundo compromiso con la sociedad y fue frecuentemente llamado un activista social. Muchos de sus proyectos de enseñanza de las matemáticas buscaban acercar grupos minoritarios o en desventaja social a las matemáticas y áreas afines. Era consciente de que somos parte de la historia y el contexto que nos rodea, como hace constar uno de sus escritos:
“Marejadas de historia bañan nuestra nación, agitando nuestra sociedad y nuestras instituciones. Pronto vemos cambios en la forma en que hacemos las cosas, incluidas nuestras matemáticas y nuestra enseñanza. Estos cambios se transforman en riachuelos y corrientes que se fusionan en varios ángulos con aquellos que surgen en partes de nuestra sociedad muy lejanas a la educación, las matemáticas o la ciencia. Los ríos se forman, dando lugar a poderosas corrientes que producirán futuras olas de la historia. La Gran Depresión y la Segunda Guerra Mundial formaron el trasfondo de mis años de estudio; La Guerra Fría y el Movimiento por los Derechos Civiles fueron el escenario en el que comencé mi carrera como matemático investigador, y en el que luego comencé a involucrarme en la educación matemática.”
Henkin tenía la convicción de que podían lograrse cambios a través de la educación y, fiel a su idea, se comprometió tanto con programas de educación matemática elemental como con programas de lucha contra la exclusión. Mostraba un compromiso político con la sociedad, defendiendo ideas progresistas. Inspiró a muchos de sus alumnos a involucrarse con la enseñanza de las matemáticas. Diane Resek, una de sus alumnas con inclinaciones por la enseñanza, lo describía así: “Leon estaba comprometido con trabajar para lograr igualdad en la sociedad. Veía que los matemáticos profesionales podían hacer una diferencia, particularmente en cuanto a las desigualdades raciales en los Estados Unidos”. Consciente de las aportaciones que podían hacer los matemáticos a través de la enseñanza, Henkin defendía que ésta fuera valorada en el medio universitario, como llegó a expresar en una carta personal: “En estos tiempos en los que nuestros doctores en matemáticas, con su formación tradicional, están encontrando dificultades para entrar en el campo laboral, me parece que aquí en la facultad deberíamos buscar nuevos terrenos en los que la formación matemática pueda contribuir sustancialmente a los propósitos básicos de la sociedad.”
Algunos de los proyectos sociales que formó o en los que participó son los siguientes. Entre 1957 y 1959 formó parte los Summer Institutes, dirigidos a maestros de matemáticas y dedicados a mejorar la enseñanza preparatoria y universitaria. En 1958 la Fundación Nacional de Ciencias autorizó al comité de la Sociedad Matemática Americana –que llevaba algunos años interesada en el uso de películas y de material visual para la educación en matemáticas– a producir películas experimentales con este propósito, acompañadas de manuales impresos con apéndices que profundizaran en el contenido y problemas para resolver. Henkin participó en este proyecto con una película sobre la inducción matemática, cuyo manual complementario fue impreso por la Sociedad Matemática Americana. La película se transmitió en la serie “Mathematics Today”. Entre 1961 y 1964, participó en una serie de cursos dirigidos a maestros de educación primaria, organizada por el Committee on the Undergraduate Program in Mathematics. También alrededor de esos años impulsó la iniciativa Activities to broaden opportunity, por la cual se buscaba dar oportunidades a estudiantes prometedores de grupos étnicos minoritarios, ofreciéndoles cursos de verano y becas. Tomó parte en los programas SEED (Special Elementary Education for the Disadvantaged), que alentaba a estudiantes universitarios a participar en la educación elemental, y SESAME (Special Excellence in Science and Mathematics Education), el programa de doctorado interdisciplinario creado por miembros de diversos departamentos de ciencias, destinado a la investigación de la enseñanza y aprendizaje de la ciencia, ingeniería y matemáticas. Entre 1960 y 1968 participó en una serie de conferencias en escuelas de matemáticas, y participó en la elaboración de varias películas producidas por el Consejo Nacional de Maestros de Matemáticas (NCTM por sus siglas en inglés). En estas películas se abordaban temas como el sistema de números enteros y el sistema de los números racionales. Participó también en cursos de apoyo para mujeres estudiantes de cálculo y convenció al departamento de matemáticas que les permitieran a los estudiantes de posgrado recibir el mismo apoyo financiero por trabajar enseñando en escuelas primarias que trabajando como profesores asistentes en la universidad. “No sólo creía en la igualdad, sino que trabajaba activamente para que se produjese.” 

## Artículos principales
- Henkin, L. (1949). The completeness of the first order functional calculus. The Journal of Symbolic Logic, 14(3), 159-166.
- Henkin, L. (1950). Completeness in the theory of types. The Journal of Symbolic Logic, 15(2), 81-91.
- Henkin, L. (1953). Banishing the Rule of Substitution for Functional Variables. The Journal of Symbolic Logic, 18(3), 201-208.
- Henkin, L. (1953). Some interconnections between modern algebra and mathematical logic. Transactions of the American Mathematical Society, 74, 410-427.
- Henkin, L. (1953). Some notes on nominalism, The Journal of Symbolic Logic, 18(1), 19-29.
- Henkin, L. (1954) A generalization of the concept of $\omega$-consistency. The Journal of Symbolic Logic. 19(3), 183-196.
- Henkin, L. (1955) The nominalistic interpretation of mathematical language. Bulletin of the Belgian Mathematical Society. 7, 137-141.
- Henkin, L. (1955) The representation theorem for cylindrical algebras. En Skolem, Th., Hasenjaeger, G., Kreisel, G., Robinson, A. (Eds.) Mathematical Interpretation of Formal Systems, pp. 85-97.
- Henkin, L. (1957) A generalization of the concept of {\displaystyle \omega }-completeness. The Journal of Symbolic Logic. 22(1), 1-14.
- Henkin, L. (1960). On mathematical induction. The American Mathematical Monthly. 67(4), 323-338.
- Henkin, L. (1961). Mathematical Induction. En MAA Film Manual No.1 The Mathematical Association of America, University of Buffalo, Nueva York.
- Henkin, L., Tarski, A. (1961) Cylindric algebras. En Dilworth, R.P. (Ed.) Lattice Theory. Proceedings of Symposia in Pure Mathematics. American Mathematical Society, 2, 83-113.
- Henkin, L. Smith, W. N., Varineau, V. J., Walsh, M. J. (1962) Retracing Elementary Mathematics. Macmillan, New York.
- Henkin, L. (1962). Are logic and mathematics identical?, Science, vol.138, 788-794.
- Henkin, L. (1963). New directions in secondary school mathematics. En Ritchie, R. W. (Ed.) New Directions in Mathematics, 1-6. Prentice Hall, New York.
- Henkin, L. (1963). An Extension of the Craig-Lyndon Interpolation theorem. The Journal of Symbolic Logic. 28(3), 201-216.
- Henkin, L. (1963). A theory of propositional types. Fundamenta mathematicae. 52, 323-344.
- Henkin, L. (1971). Mathematical foundations for mathematics. The American Mathematical Monthly. 78(5), 463-487.
- Henkin, L. (1975). Identity as a logical primitive. Philosophia 5, 31-45.
- Henkin, L. (1977). The logic of equality.The American Mathematical Monthly. 84(8), 597-612.
- Henkin, L. (1995). The roles of action and of thought in mathematics education –one mathematician's passage. Fisher, N.D., Keynes, H.B., Wagreich, Ph.D. (Eds.), Changing the Culture: Mathematics Education in the Research Community, CBMS Issues in Mathematics Education, vol. 5, pp. 3-16. American Mathematical Society in cooperation with Mathematical Association of America, Providence.
- Henkin, L. (1996). The discovery of my completeness proofs, Bulletin of Symbolic Logic, vol. 2(2), 127-158.